# 小行星3194
小行星3194（3194 Dorsey）是一颗绕太阳运转的小行星，为主小行星带小行星。该小行星于1982年5月27日发现。
該小行星以美國天文學家尤金·舒梅克的叔叔小多西·泰勒·舒梅克（Dorsey Taylor Shoemaker Jr.）命名。

## 轨道参数
小行星3194的轨道半长轴为3.0091821 UA，离心率为0.104。